# Катаріна Карлсдоттер
Катаріна Карлсдоттер, також відома як Катаріна Гумсехувуд (швед. Katarina Karlsdotter, Katarina Gumsehuvud; пом. 7 вересня 1450) — королева-консорт Швеції в 1448—1450 роках і королева-консорт Норвегії в 1449—1450 роках. Друга дружина Карла VIII.

## Біографія
Була дочкою дворянина Карла Ормссона (Гумсехувуд). Вийшла заміж за регента Швеції (і на той момент вдівця) Карла 1438 і виконувала церемоніальні обов'язки королеви до 1440 року, коли її чоловік був зміщений з поста регента. Благословення на їхній шлюб дарував сам папа римський, оскільки Катаріна була родичкою першої дружини Карла. Це благословення мало гарантувати, що діти, народжені у шлюбі, вважатимуться законними.
В 1448 її чоловік знову стала регентом, а потім, 2 липня того ж року, був коронований в Упсальському соборі разом з Катаріною. Наступного року її чоловік став королем Норвегії, а вона, відповідно, королевою Норвегії. Шлюб був щасливим і в ньому народилося дев'ятьох дітей. Їхня друга дочка, Магдалена, вийшла заміж за Івара Аксельссона (Тотта), дядька Інгеборгі Тотт.
Сучасниками описувалася як гарна та весела жінка; підтримувала приємну обстановку та невимушену атмосферу при дворі та охоче приймала тих, хто прийшов шукати аудієнцію.
У 1450 стала однією з багатьох, хто помер від чуми в Стокгольмі. Король глибоко переживав її смерть. Була похована 1451 року у Вадстенському абатстві.